# Murat Yıldırım (Boxer)
Murat Yıldırım (* 31. Juli 1996 in Trabzon) ist ein deutscher Boxer türkischer Herkunft im Leichtgewicht.

## Erfolge
Der Linksausleger begann im Alter von sechs Jahren mit dem Boxen und hatte 2017 eine Bilanz von 145 Kämpfen mit 122 Siegen. Er wurde 2010 Deutscher Schülermeister, 2011 und 2012 Deutscher Juniorenmeister, 2013 und 2014 Deutscher Jugendmeister, sowie 2016 Deutscher U21-Meister.
Bei den Juniorenweltmeisterschaften 2011 in Astana erreichte er nach Viertelfinalniederlage gegen Wiktor Petrow den siebenten Platz. Gegen Petrow unterlag er dann auch im ersten Kampf bei den Junioren-Europameisterschaften 2012 in Sofia. Bei den Jugend-Europameisterschaften 2013 in Rotterdam unterlag er im zweiten Kampf gegen Maksim Kriwtsow, den er beim Brandenburger Jugendcup 2013 noch besiegt hatte. Auch bei den Jugend-Weltmeisterschaften 2014 in Sofia schied er im zweiten Kampf gegen Shukurjon Rahimov mit 1:2 aus. Im ersten Kampf der Jugend-Europameisterschaften 2014 in Zagreb unterlag er gegen Michal Takács mit 1:2.
In der Bundesliga boxt er seit 2015 und gewann bisher jeden seiner fünf Kämpfe. Im März 2017 gewann er den Chemiepokal im Leichtgewicht und besiegte dabei Radomir Obruśniak, Enrico Lacruz und im Finale Delante Johnson, den US-amerikanischen Jugendweltmeister von 2016. Durch diesen Erfolg wurde Yıldırım vom deutschen Boxverband für die Weltmeisterschaften 2017 in Hamburg nominiert. Dort besiegte er Gabil Mamedow (4:1) und Arashi Morisaka (3:2), ehe er im Viertelfinale gegen Lázaro Álvarez (0:5) ausschied.
Beim Chemiepokal 2018 gewann er eine Bronzemedaille.
Bei den Weltmeisterschaften 2021 in Belgrad schied er gegen Alexy Miguel de la Cruz aus.

## Privates
Murat Yıldırım stammt aus Berlin-Kreuzberg und machte eine Ausbildung zum Groß- und Außenhändler. Er ist mit der Boxerin Ekaterini Stamatoglou liiert.